# Fièvre de Kyasanur
Pour les articles homonymes, voir KFD.
La fièvre de Kyasanur, ou maladie de la forêt de Kyasanur (en anglais : Kyasanur Forest disease ou KFD), est une fièvre hémorragique virale transmise par les tiques, endémique dans le sous-continent indien, et provoquée par Orthoflavivirus kyasanurense, une espèce de virus de la famille des Flaviviridae. La maladie a été signalée pour la première fois en forêt de Kyasanur dans l'État du Karnataka en Inde.
La maladie est apparue d'abord sous la forme d’une manifestation épizootique parmi des singes, tuant plusieurs d’entre eux pendant l’année 1957. En conséquence la maladie est également connue sous le nom de  maladie du singe . La maladie est provoquée par un virus appartenant à la famille des flaviviridae. Les hôtes réservoirs pour la maladie sont les porcs-épics, les rats et les souris. Le vecteur de transmission de la maladie est Haemophysalis spinigera, une tique de forêt. Les humains contractent l'infection à la suite d’une piqûre de nymphes de tique. La maladie a un taux de morbidité élevé de l’ordre de 10 %.
Les manifestations cliniques de la maladie chez l'homme sont :
- fièvre élevée ;
- maux de tête ;
- hémorragies de la cavité nasale et de la gorge ;
- vomissements.

Une personne atteinte peut voir son état s’améliorer dans un délai de 15 jours, mais la période de convalescence est en général très longue et dure plusieurs mois. Il y aura des douleurs musculaires et une faiblesse générale pendant toute cette période et la personne malade est incapable de toute activité physique.
La prophylaxie par la vaccination, ainsi que des mesures préventives comme les vêtements de protection, le contrôle des populations de tiques et de moustique, sont conseillées. Un vaccin vivant atténué est maintenant disponible. Aucun traitement spécifique n’est disponible.

## Référence biologique
- (en) ICTV : Kyasanur Forest disease virus  (consulté le 28 février 2021)